# Янтарь (моторная лодка)
Янтарь — моторная лодка, выпускалась калининградским заводом «Янтарь» c 1970-х годов, аналогична лодке Вега, но отличие от неё имеет цельносварной корпус из алюминиево-магниевоего сплава толщиной 1,5-2ммл.
Лодка оборудована ветровым стеклом, может оснащаться подвесным мотором мощностью до 15 л.с., сиденьями с деревянными спинками, под которыми размещены герметичные ящики непотопляемости объемом 150 л.
Корпус глиссирующий, с небольшой килеватостью днища.
Янтарь — была первой моторной лодкой, выпускаемой в СССР, с цельносварным корпусом, из деталей сделанных на прессе, что уменьшало трудоемкость изготовления корпуса.
Первые, опытные, партии были выпущены в 1968—1969 годах, после испытаний были переработаны элементы конструкции днища и усилена жесткость транца. Откорректированная версия серийно выпускалась под называнием «Янтарь-2».

## Характеристики
- Длина — 3,53 м
- Ширина — 1,35 м
- Высота борта на миделе — 0,46 м
- Грузоподъемность — 350 кг
- Предельная мощность мотора — 15 л.с.
- Сухой вес со снабжением — 110 кг